# جويل نوبل
جويل جوناثان «جون» نوبل (بالإنجليزية: Jon Nouble)‏ (ولد في 19 يناير 1996) هو لاعب كرة قدم إنجليزي يلعب كمهاجم وآخر فريق لعب فيه حاليا هو نادي ثوروك. هو لاعب ذو أصول عاجية.

## روابط خارجية
- جويل نوبل على موقع قاعدة بيانات كرة القدم.إي يو (الإنجليزية)
- جويل نوبل على موقع Soccerbase.com (لاعب) (الإنجليزية)
- جويل نوبل على موقع Soccerway.com (الإنجليزية)